# 新コスモス電機
新コスモス電機株式会社（しんこすもすでんき、英称 : New Cosmos Electric Co., Ltd. ）は、大阪府大阪市淀川区に本社を置く業界トップクラスのガス警報器製造メーカーであり、センサ技術を用いて、家庭用ガス警報器、工業用ガス検知警報器、CO中毒防止等の製造や開発に注力。アジア圏（中国）へ進出。

## 製品
- 家庭用ガス警報器
- 住宅用火災警報器
- 工業用定置式ガス検知警報器
- 携帯用ガス検知器
- ガス分析装置
- ニオイセンサ／空気質測定

など

## 会社沿革
- 1934年（昭和9年）5月 - 福島電機製作所 創業
- 1960年（昭和35年）6月 - 新コスモス電機株式会社設立。
- 1961年（昭和36年) 4月 - 有機ガス敏感性抵抗体の研究開始。
- 1964年（昭和39年) 
  - 1月 - 東京営業所を開設。
  - 12月 - 世界初の家庭用可燃性ガス警報器「A-3型」発売。
- 1967年（昭和42年) 8月 - 世界初の自動吸引式携帯用ガス検知器「XP-301」販売開始。
- 1969年（昭和44年）2月 - 世界初の半導体式ガスセンサを応用した家庭用ガス警報器"みはり"「CZ-102」の生産を開始。
- 1970年（昭和45年）5月 - 東京営業所を支社に昇格。
- 1974年（昭和49年）11月 - 九州営業所を開設。
- 1975年（昭和50年）9月 - 世界初の超小型ポケッタブル型可燃性ガス警報器「XA-309」販売開始。
- 1976年（昭和51年）7月 - 世界初の本質安全防爆マイクロエアーポンプを開発。
- 1978年（昭和53年）
  - 4月 - 名古屋営業所を開設。
  - 12月 - 世界初の接触燃焼式COメータを東京ガス株式会社に導入（共同開発品）。
- 1980年（昭和55年）
  - 2月 - 札幌出張所を開設。
  - 6月 - 都市ガス警報器、大手都市ガス会社より販売開始。
- 1982年（昭和57年）9月 - 広島営業所を開設。
- 1985年（昭和60年）12月 - 世界で初めて音声合成警報式を採用した家庭用都市ガス警報器“ぴこぴこ”「CZ-153」発売開始。
- 1987年（昭和62年）
  - 3月 - 岡山出張所を開設。
  - 5月 - 北陸出張所を開設。
  - 9月 - 札幌出張所を営業所に昇格。
- 1988年（昭和63年）
  - 7月 - ポータブル型ニオイセンサ「XP-329」発売。
  - 9月 - 仙台営業所を開設。
- 1990年（平成2年）4月 - 新潟営業所を開設。
- 1991年（平成3年）
  - 5月 - 徳山出張所を開設。
  - 10月 - 名古屋営業所を支社に昇格。
- 1992年（平成4年）
  - 4月 - 新コスモス電機メンテナンス株式会社を設立。
  - 6月 - コスモスサービス株式会社を設立。
  - 7月 - 静岡営業所を開設。
- 1993年（平成5年）5月 - 横浜国立大学に「センサ工学講座」を寄付。
- 1995年（平成7年）
  - 3月 - LPガス警報器2機種が、日本初の「省電力型のガス漏れ警報器」としてエコマーク商品の認定を受ける。
  - 7月 - 不完全燃焼警報機能付都市ガス警報器「CZ-163」発売。
- 1996年（平成8年）
  - 1月 - ガス検知・警報器の分野で日本で初めて家庭用から工業用までの広範囲にわたりISO 9001の認証を取得。
  - 4月 - 北陸出張所を営業所に昇格。台湾に拠点を開設。
  - 11月 - 株式を店頭（現・JASDAQ）上場。
- 1997年（平成9年）
  - 1月 - 「ニオイ識別センサシステムの開発」に対し、通商産業省より新規産業創造技術開発費補助金の交付を受ける。
  - 7月 - 中国・上海市に上海市煤気公司との合弁会社「上海新宇宙煤気監控設備有限公司」を設立。
- 2000年（平成12年）3月 - ISO 14001の認証を取得。
- 2002年（平成14年）4月 - 上海事務所を開設。
- 2005年（平成17年）7月 - 千葉出張所を開設。
- 2006年（平成18年）4月 - 北関東出張所を開設。
- 2007年（平成19年）9月 - 中国・上海に現地法人「新考思莫施電子（上海）有限公司」を設立。
- 2008年（平成20年）
  - 4月 - 神奈川出張所、西東京出張所を開設。
  - 10月 - 姫路出張所を開設。
- 2009年（平成21年）4月 - 京滋出張所を開設。
- 2010年（平成22年）5月 - SenseAir（本社:スウェーデン）の株式5%を取得
- 2011年（平成23年）6月 - Bionics Instrument Europe B.V.（本社:オランダ）の株式65%を取得
- 2012年（平成24年）4月 - 九州・中国支社を開設。
- 2013年（平成25年）6月 - ガス検知部「KD-12B」が、国内のガス検知器警報器として初めて、機能安全規格（SIL）を取得。
- 2014年（平成26年）9月 - ガスセンサの中核施設「COSMOS SENSOR CENTER」竣工。
- 2015年（平成27年）11月 - シンガポール事務所を開設。
- 2016年（平成28年）
  - 7月 - フィガロ技研株式会社の株式66.6%を取得、グループ会社化。
  - 12月 - 韓国に現地法人「NEW COSMOS ELECTRIC KOREA CO., LTD.」を設立。
- 2019年（平成31年）
  - 2月 - アメリカに現地法人「New Cosmos USA, Inc.」を設立。タイ事務所を開設。
  - 4月 - 北上出張所を開設。

## 広告活動
- FM COCOLO - 土曜日・日曜日13:00 時報

2012年3月までの運営会社である関西インターメディア株式会社時代から続いているスポンサーである。
- 2023年以降、年末年始のスポットCMを集中的に展開している。すなわち、村田製作所、古河電気工業などに並ぶ年末年始のスポットCMの定番として期待することである。